# 무쓰야나기타역
무쓰야나기타역(일본어: 陸奥柳田駅)은 일본 아오모리현 니시쓰가루군 후카우라정에 위치한 동일본 여객철도 고노 선의 철도역이다. 단선 승강장 1면 1선의 구조를 갖춘 지상역이다.

## 역 주변
- 국도 제101호선

## 역사
- 1953년 6월 1일 : 일본국유철도의 역으로서 개업.
- 1987년 4월 1일 : 일본국유철도 분할 민영화에 의해, 동일본 여객철도가 승계.

## 인접 역
| 동일본 여객철도 고노 선          | 동일본 여객철도 고노 선 | 동일본 여객철도 고노 선  |
| -------------------------------- | ----------------------- | ------------------------ |
| 기타카네가사와 히가시노시로 방면 | 고노 선                 | 무쓰아카이시 가와베 방면 |